# 6600 Qwerty
A 6600 Qwerty (ideiglenes jelöléssel 1988 QW) a Naprendszer kisbolygóövében található aszteroida. Antonín Mrkos fedezte fel 1988. augusztus 17-én.